# مارک ای. کاستنر
مارک اِی کاستنر (انگلیسی: Marc A. Kastner؛ زاده ۲۰ نوامبر ۱۹۴۵) فیزیک‌دان اهل ایالات متحده آمریکا در دانشکده علوم مؤسسه فناوری ماساچوست است.